# Franz Allert
Franz Allert (* 1955) ist ein deutscher Tanzsportfunktionär. Er war von 2005 bis 2014 Präsident des Deutschen Tanzsportverbands (DTV) und ist seit 2014 ist er Ehrenpräsident des Verbandes. Im Hauptberuf war er von 2003 bis 2020 mit einer kurzen Unterbrechung Präsident des Landesamtes für Gesundheit und Soziales Berlin.

## Ausbildung und Beruf
Seit 1974 war Allert in der Verwaltung des Landes Berlin tätig. Er studierte an der Fachhochschule für Verwaltung und Rechtspflege sowie der Verwaltungsakademie Berlin. Der Diplom-Kameralist hatte nach Tätigkeiten in der Senatsverwaltung für Wirtschaft und im früheren Landesamt für Arbeitsschutz über 15 Jahre Erfahrung in unterschiedlichen Bereichen der Sozialverwaltung gesammelt, so unter anderem im Bereich der Unterbringung von Flüchtlingen im damaligen Landesamt für Zentrale soziale Aufgaben, in Grundsatzangelegenheiten der Sozialhilfe, bei der Einführung der IuK-Technik in den bezirklichen Sozialämtern und bei der Leitung des Referats „Entgelte für Einrichtungen des Sozialwesens“.
Danach war Allert sechs Jahre in der Senatsverwaltung für Bildung, Jugend und Sport als Haushaltsreferent tätig, verantwortlich für den gesamten Bereich Personal und Finanzen und schließlich zusätzlich kommissarischer Leiter der Abteilung „Zentraler Service“.
Von 2003 bis zu seinem Eintritt in den Ruhestand am 31. Dezember 2020 war er Präsident des Landesamtes für Gesundheit und Soziales Berlin. Zu seinem Präsidentenamt gehörten auch der Vorsitz im Kuratorium der Stiftung „Arbeit für Behinderte“ und die Aufgaben als Vorstand der „Stiftung Invalidenhaus“.
Am 9. Dezember 2015 bat Allert – in Anbetracht der massiven persönlichen Kritik an seiner Person – den Sozialsenator von Berlin Mario Czaja (CDU), ihn mit sofortiger Wirkung von seinen Aufgaben freizustellen. Bis er 2017 wieder die Leitung des Landesamtes für Gesundheit und Soziales übernahm, war er für die Wahrnehmung einer Sonderaufgabe in die Senatsverwaltung für Gesundheit abgeordnet.

## Tanzsport
Seine ersten Ehrenämter bekleidete er ab 1982 im Ahorn Club TSA im Polizei-Sport-Verein Berlin und im Landestanzsportverband Berlin, dessen Präsident er von 1988 bis 1992 und von 1996 bis 2006 war. Unter anderem organisierte er federführend mehrere Weltmeisterschaften in Berlin. Seit 2006 ist er Ehrenpräsident des LTV Berlin. Er gehörte der Sprechergruppe der Nichtolympischen Sportverbände im DOSB an und nahm verschiedene Aufgaben im nationalen und internationalen Sport war.

## Privates
Franz Allert ist verheiratet und hat eine erwachsene Tochter.